# هیو یکم قبرس
هیو یکم قبرس (فرانسوی: Hugues‎؛ ۱۱۹۴/۹۵ – ۱۰ ژانویه ۱۲۱۸)، پادشاه قبرس از ۱ آوریل ۱۲۰۴ پس از مرگ آیمری قبرس بود. مادر وی اسکیوا ابلین، وارث خاندان ابلین بود که بر شهر رمله حکومت می‌راند.

نشان نظامی خاندان لوزینیان